# Scandinavisk UFO Information
Scandinavisk UFO Information (SUFOI) là một tổ chức tư nhân chuyên nghiên cứu về UFO của Đan Mạch do thiếu tá Hans Christian Petersen thuộc Không quân Đan Mạch sáng lập vào ngày 17 tháng 12 năm 1957 với cái tên ban đầu là Sydjysk UFO Survey, về sau mới đổi thành tên gọi hiện tại. SUFOI còn xuất bản tạp chí UFO-Nyt từ năm 1958 đến năm 2010.
Petersen bắt đầu quan tâm đến hiện tượng UFO vào năm 1952 khi vẫn còn giữ cấp bậc đại úy, ông có dịp được đi sang Mỹ tham gia khóa huấn luyện quân sự tại Căn cứ Không quân Wright-Patterson và nhận thấy Không quân Mỹ (USAF) đang tiến hành Dự án Blue Book, điều này đã truyền cảm hứng giúp ông gầy dựng tổ chức UFO ngay tại nước mình. Năm 1965, sau những bất đồng với các thành viên khác của SUFOI, Petersen quyết định từ chức để thành lập một tổ chức khác mà ông gọi là IGAP (International Get Acquainted Program), trong khi SUFOI vẫn tiếp tục hoạt động riêng biệt với mục đích nghiên cứu UFO mà không quảng bá hoặc bác bỏ bất kỳ lý thuyết cụ thể nào về bản chất và nguồn gốc của chúng, vì bản chất của hiện tượng này còn khá mơ hồ.
Trong số các tổ chức UFO tư nhân vẫn còn hoạt động trên thế giới, SUFOI là một trong những tổ chức tồn tại lâu nhất. Kể từ năm 1957, Petersen đã góp phần thu thập và nghiên cứu dữ liệu liên quan đến khoảng 15.000 trường hợp chứng kiến UFO ở Đan Mạch. Có tới 95% trong số những vụ chứng kiến này theo lời Petersen giải thích là do các hiện tượng tự nhiên hoặc nguyên nhân bình thường khác; đối với các trường hợp không giải thích được, chẳng có lấy bằng chứng nào chứng minh cho sự hiện diện của du khách ngoài hành tinh cả.